# Авіаудари по Ємену (2024)
12 січня 2024 року США та Британія за підтримки Австралії, Бахрейну, Канади та Нідерландів почали серію авіаційних та ракетних ударів проти хуситів у Ємені у відповідь на напади останніх на кораблі в Червоному морі. Атаки хуситів були оголошені на підтримку палестинців під час війни між Ізраїлем і Хамас 2023 року та були засуджені Радою Безпеки ООН за день до удару.
Президент США Байден заявив, що віддав наказ про завдання ударів, а прем'єр-міністр Британії Ріші Сунак зібрав на засідання кабінет міністрів для санкціонування участі Британії. Американські офіційні особи заявили, що удари мали на меті послабити можливості хуситів атакувати цілі в Червоному морі, а не вбити лідерів і іранських інструкторів; хусити заявили, що щонайменше п'ятеро з них були вбиті й шестеро поранені.

## Передумови
16 лютого 2021 року адміністрація Байдена виключила «Ансар Аллах», офіційну політичну та військову організацію руху хуситів, з чорного списку іноземних терористичних організацій (FTO) через побоювання, що це перешкоджатиме доставленню гуманітарної допомоги на тлі загострення політичної та соціально-економічної кризи в Ємені, оскільки хусити контролюють значну частину території країни. У квітні 2022 року ООН виступила посередником у досягненні перемир'я між хуситами та міжнародно визнаною Радою президентського керівництва Ємену (РПКЄ), яке, попри те, що формально втратило чинність у жовтні наступного року, продовжує діяти станом на грудень 2023 року.
З початком війни між Ізраїлем і Хамасом 2023 року підтримувана Іраном і контрольована хуситами Верховна політична рада заявила про свою підтримку Хамасу і почала здійснювати напади на комерційні судна, що прямують через Червоне море, особливо в вузькій Баб-ель-Мандебській протоці, що з'єднує Червоне море з Аденською затокою. Хоча спочатку хусити стверджували, що нападають лише на комерційні судна, що прямують до ізраїльських портів або мають певний зв'язок з Ізраїлем, незабаром вони почали нападати на судна без розбору, намагаючись атакувати кораблі, які не мають жодних видимих зв'язків з Ізраїлем. Радник з національної безпеки Ізраїлю Цахі Ханегбі попередив, що «Ізраїль дає світові час на організацію, щоб запобігти цьому, але якщо не вдасться досягти глобальної домовленості, тому що це глобальна проблема, ми будемо діяти, щоб зняти цю морську блокаду». Для нападів на судна Червоного моря хусити використовують берегові ракетні батареї, дрони-камікадзе, та швидкісні ударні катери, озброєні легкими автоматичними гарматами, кулеметами й протитанковими керованими ракетами.
До нападу хуситів на вантажне судно Maersk Hangzhou Сполучені Штати збили загалом 24 ракети та безпілотники хуситів і розгорнули військові кораблі для захисту судноплавних шляхів у Червоному морі, але не вступали в безпосередні бойові дії з хуситами..
Значна кількість вантажних суден продовжує здійснювати транзит, причому в основному це великі контейнеровози, а протока продовжує інтенсивно використовуватися суховантажами й танкерами, які працюють за різними контрактними угодами й часто з країн, що підтримують ситуацію в Газі, й тому сприймають мінімальний ризик від постійних атак хуситів. У перший тиждень січня 2024 року середньодобова кількість транзитних суден становила 105 балкерів і 58 танкерів, порівняно зі 115 балкерами та 70 танкерами тижнем раніше. Шість з десяти найбільших контейнерних судноплавних компаній здебільшого уникали Червоного моря.
3 січня Сполучені Штати й група країн висунули останній ультиматум хуситам з вимогою припинити свою діяльність, яка підриває свободу судноплавства. У дні, що передували удару, члени Конгресу США і Пентагону вимагали рішучої та стримувальної відповіді хуситам. За день до авіаударів Рада Безпеки ООН ухвалила резолюцію, що засуджує агресію хуситів у Червоному морі. Росія, Китай, Алжир і Мозамбік при голосуванні утрималися.

## Події

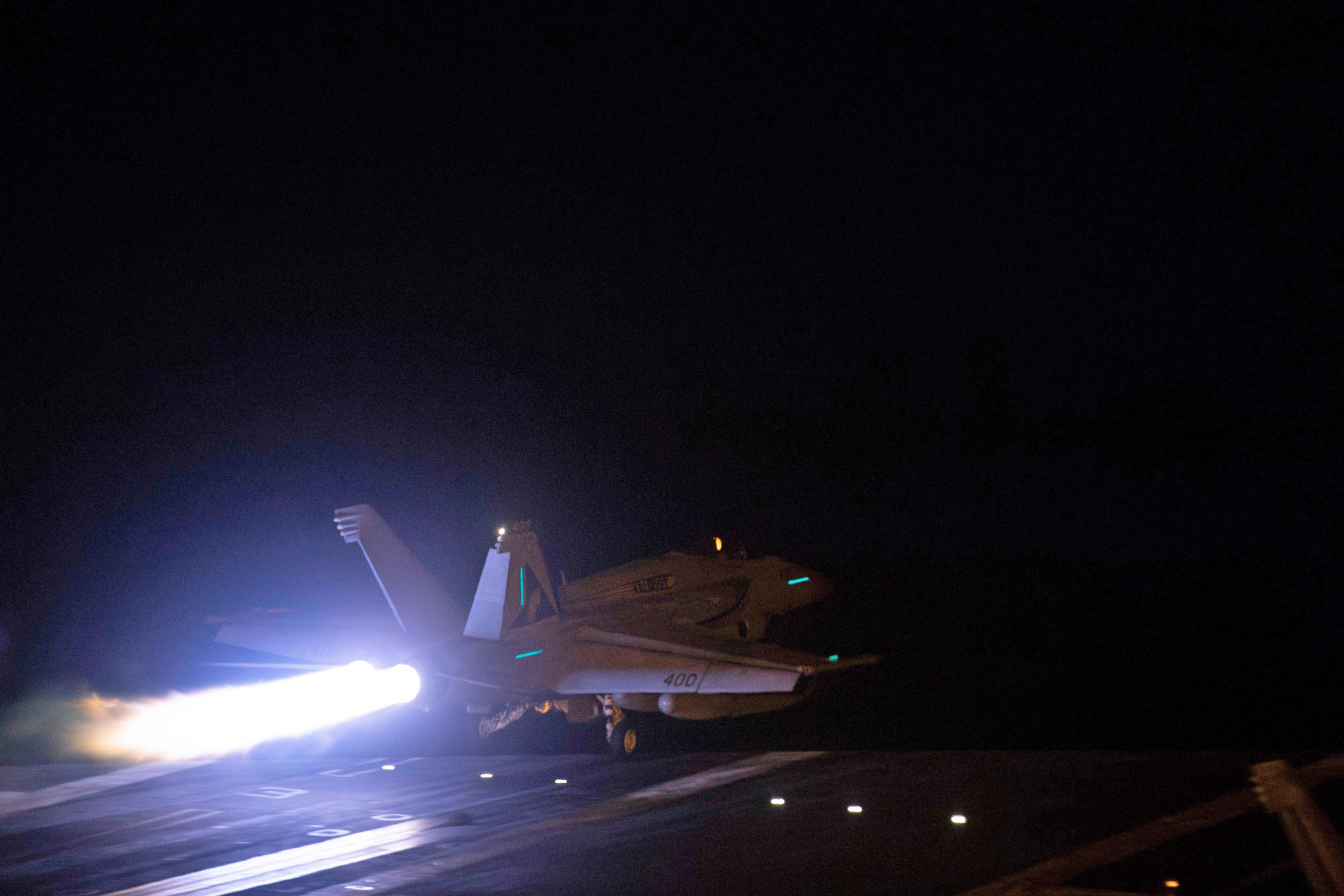
Винищувач F/A-18 E/F іде на зліт для завдання авіаударів

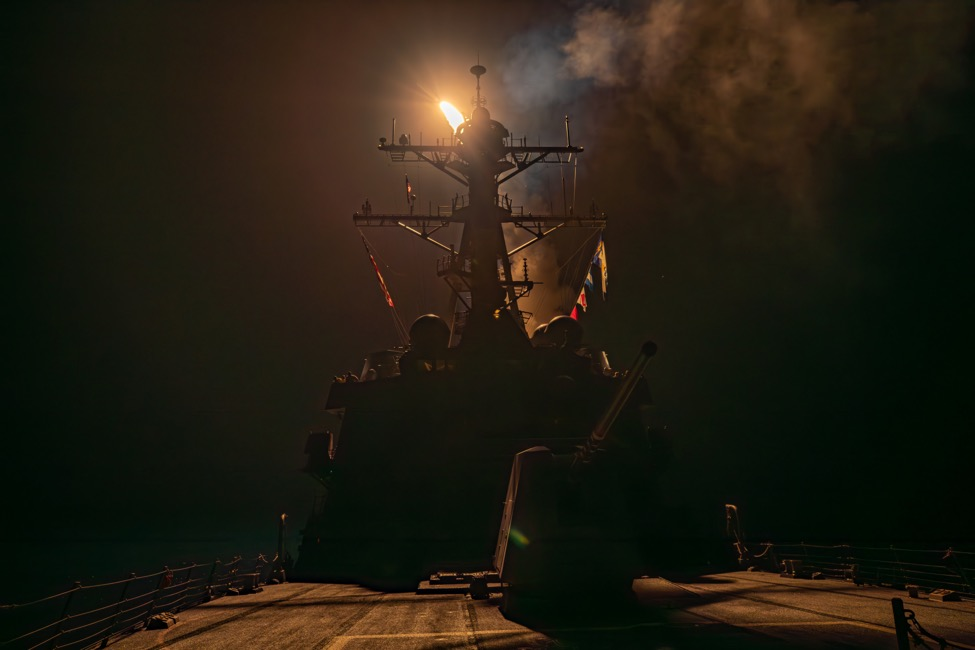
Запуск ракет «Томагавк» з американського есмінця

### 12 січня
Авіаудари почалися о 02:30 за місцевим часом. Американські винищувачі з високоточними керованими бомбами були розгорнуті з баз в регіоні. Одночасно з авіаносця USS Dwight D. Eisenhower злетіли 22 літаки, в тому числі F/A-18. Надводні кораблі USS Philippine Sea, USS Gravely і USS Mason, а також підводний човен USS Florida запустили крилаті ракети «Томагавк». Під час цієї першої хвилі ударів по понад 60 цілях в 16 окремих точках було випущено понад 100 ракет. Приблизно через 30-60 хвилин друга хвиля завдала ударів ще по десятках цілей у 12 додаткових точках, використавши понад 50 ракет..
BBC повідомила, що в ударі брали участь чотири винищувачі Eurofighter Typhoon Королівських ВПС, що дислокуються на авіабазі Акротирі на Кіпрі. Місію в повітрі підтримували два літаки-заправники ВПС Королівських ВПС «Вояджер». Міністерство оборони Великої Британії оголосило, що воно націлилося на два об'єкти. Перший об'єкт, розташований в Бані на північному заході Ємену, використовувався для запуску розвідувальних і ударних безпілотників. Другим об'єктом був аеродром Аббс, який, за даними МО, використовувався для запуску як крилатих ракет, так і безпілотників над Червоним морем. Повідомлялося про вибухи в Сані, Ходейді та Дамарі. Цілями були логістичні центри, системи протиповітряної оборони і склади зброї. За повідомленням підконтрольного хуситам телеканалу новин «Аль-Масіра», ударів зазнали міжнародний аеропорт Ходейда, міжнародний аеропорт Таїз і авіабаза аль-Дайламі (який розділяє злітну смугу з міжнародним аеропортом Сани), а також аеропорт поблизу Хадджі і табір на схід від Саади.

### 13 січня
О 03:45 за місцевим часом США в односторонньому порядку завдали додаткового удару по радіолокаційній станції поблизу Сани, що, за інформацією «Аль-Масіри», розташовувалася на авіабазі аль-Дайламі. Центральне командування ЗС США заявило, що подальші дії були проведені есмінцем USS Carney з використанням ракет «Томагавк». Пізніше того ж дня повідомлялося про черговий авіаудар у Ходейді
27 січня
Сили Центрального командування Збройних сил США (CENTCOM) повідомили, що в ніч проти 27 січня завдали удару по протикорабельній ракеті хуситів, яка готувалась до запуску в Червоне море.

Стверджується, що протикорабельна ракета, розгорнута на підконтрольній хуситам території Ємену, становила "безпосередню загрозу для торговельних суден і кораблів Військово-морських сил США в регіоні".
"Згодом Збройні сили США завдали удару та знищили ракету в порядку самооборони. Ця дія захистить свободу судноплавства та зробить міжнародні води більш безпечними для суден ВМС США та торговельних суден", – йдеться в повідомленні CENTCOM.

### Оцінки
За словами начальника Об'єднаного штабу Збройних сил США генерал-лейтенанта Дугласа Сімса удари успішно досягли своєї мети — підірвати здатність хуситів здійснювати складні атаки з використанням безпілотників і ракет, подібні до тієї, яку вони провели 10 січня. За оцінками двох американських чиновників, які виступили в інтерв'ю The New York Times, удари пошкодили або знищили від 20 до 30 відсотків наступального потенціалу хуситів. Попри те, що було пошкоджено або знищено близько 90 відсотків уражених цілей, чиновники додали, що визначення розташування цілей хуситів виявилося складнішим, ніж очікувалося.

## Реакція

### Внутрішня

#### Уряд Ємену
Міжнародно визнаний уряд Ємену виступив із заявою для інформаційного агентства «Саба», в якій рішуче засудив військові дії хуситів, звинувативши їх у втягуванні країни у військове протистояння в пропагандистських цілях і оманливому зв'язуванні його з підтримкою палестинців.
Уряд підтвердив своє право на посилення безпеки в регіоні Червоного моря, заявивши, що стабільність там і в усьому світі не може бути досягнута інакше, як шляхом відновлення законних державних інститутів в Ємені. Підтверджуючи свою підтримку палестинської справи, єменський уряд попередив, що ізраїльська агресія на окупованих територіях ризикує ще більше дестабілізувати регіон і загрожує міжнародному миру і безпеці.

#### Хусити

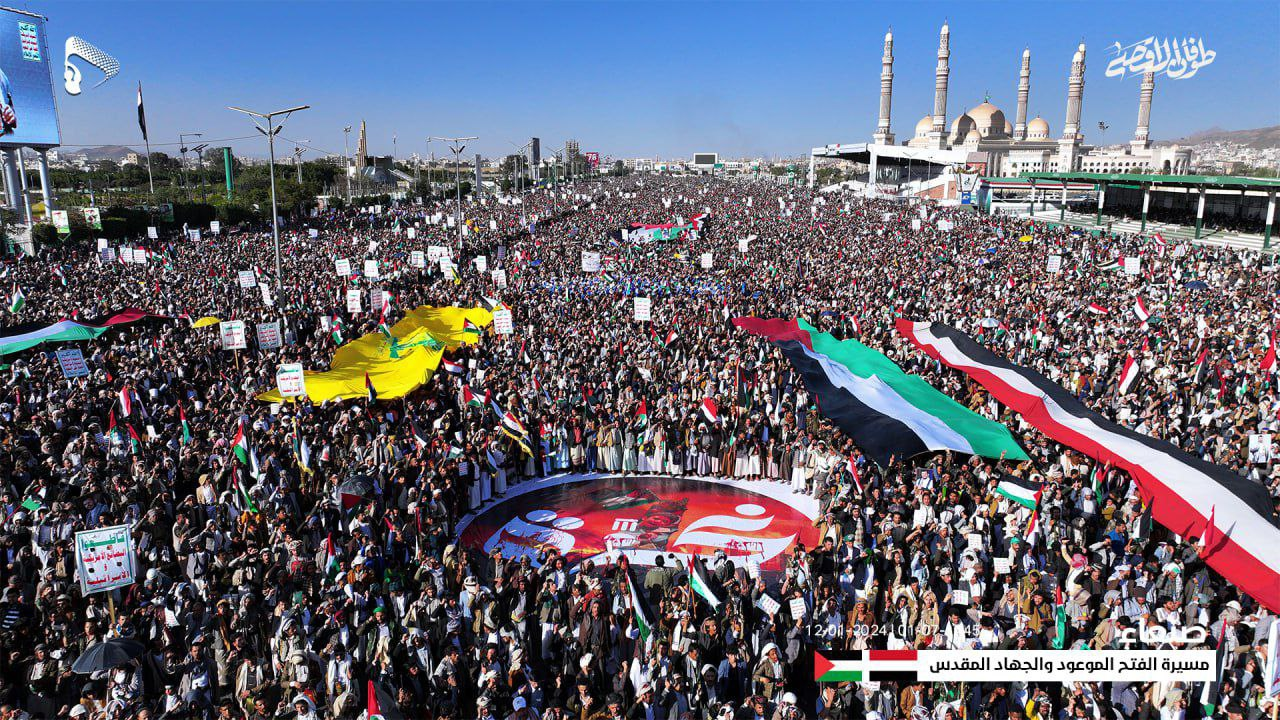
Протести в столиці Ємену Сана

Заступник міністра закордонних справ хуситів Гуссейн аль-Іззі в інтерв'ю «Аль-Масіра» назвав напади кричущою агресією і заявив, що США і Велика Британія заплатять високу ціну. Так само високопоставлений чиновник-хусит Алі аль-Кахум пообіцяв відплату. Речник угруповання Могаммед Абдулсалам оголосив, що хусити продовжать атакувати ізраїльські кораблі або будь-які судна, що прямують до «портів окупованої Палестини», заявивши, що США і Велика Британія помиляються, вважаючи, що ці удари утримають Ємен від підтримки Палестини та Гази.
Високопосадовець хуситів Могаммед аль-Бухаїті заявив: «Кожна людина в цьому світі стоїть перед двома виборами, які не мають третього: або стати на бік жертв геноциду, або на бік його виконавців».
Після перших ударів 12 січня на площі Тахрір у Сані, а також в інших містах, контрольованих хуситами, таких як Ходейда та Ібб, пройшли акції протесту, спрямовані на засудження військових дій США і Великої Британії.

### Учасники

#### США
Реакція Конгресу була неоднозначною: одні підтримували повітряні удари, інші засуджували Байдена за використання військової сили без схвалення Конгресу. Деякі критики заявили, що відповідно до статті 1 конституції США, Байден повинен був отримати дозвіл Конгресу, перш ніж розпочинати воєнні дії. Згідно зі статтею 2 конституції, президент має обмежені повноваження здійснювати оборонні воєнні дії без схвалення Конгресу, хоча прихильники та противники ударів не згодні з тим, що удари можна вважати оборонними. Юристи стверджують, що двозначність чинного законодавства дозволяє Конгресу обмежувати повноваження президента на воєнні дії без схвалення Конгресу. Лідер республіканців у Сенаті США Мітч Макконнелл привітав цей крок, але заявив, що рішення президента запізнилося. Байден заявив, що ударами по Ємену він надіслав послання Ірану.
Джо Байден заявив, що оборонні дії слідують за цією широкою дипломатичною кампанією й ескалацією нападів хуситських повстанців на комерційні судна, і додав, що він без вагань спрямує подальші заходи на захист народу і вільного потоку міжнародної торгівлі, якщо це буде необхідно.
Протестувальники, організовані Code Pink і коаліцією ANSWER, зібралися біля Білого дому через кілька годин після ударів. У Нью-Йорку пропалестинські протестувальники зібралися на Таймс-Сквер.

#### Велика Британія
Прем'єр-міністр Ріші Сунак заявив, що удари були зумовлені принципом самооборони. Він також підтвердив, що Велика Британія отримала неоперативну допомогу і підтримку від Нідерландів, Канади та Бахрейну в проведенні ударів.
Велика Британія зазначила, що початкові ознаки вказують на те, що здатність хуситів загрожувати комерційному судноплавству зазнала удару. Дві партії, Ліберальні демократи і Зелена партія Англії та Уельсу, розкритикували уряд за дії в обхід парламенту, а лідер Шотландської національної партії в Палаті громад Стівен Флінн заявив: «Уряд Великої Британії зобов'язаний якнайшвидше дати оцінку парламенту, і тому депутати повинні бути відкликані до Вестмінстера».

### Інші країни
- Австралія: Міністр оборони Австралії Річард Марлз заявив журналістам, що рішення про завдання ударів було прийнято нелегко[62], додавши, що ці дії спрямовані на підтримку свободи судноплавства у відкритому морі[63]. Австралійські зелені засудили уряд, заявивши, що підтримка авіаударів США і Великої Британії є небезпечною ескалацією в мирний час[64].
- Данія: Міністр закордонних справ Ларс Люкке Расмуссен заявив про повну підтримку ударів з боку Данії[65].
- Єгипет: Міністерство закордонних справ висловило глибоке занепокоєння ескалацією воєнних операцій у Червоному морі та повітряними ударами в Ємені, а також закликало до об'єднання міжнародних і регіональних зусиль для зменшення нестабільності в регіоні[65].

- Іран: МЗС Ірану засудило ці удари як «явне порушення суверенітету і територіальної цілісності Ємену» і порушення міжнародного права[41].
- Канада: Міністерка закордонних справ Мелані Жолі та міністр національної оборони Білл Блер схвалили ці атаки, причому обидва міністри заявили, що ці удари відповідають Статуту ООН[66].

- Китай: Речниця МЗС Китаю Мао Нін закликала до стриманості[67].
- Кіпр: Речник Міністерства закордонних справ Теодорос Гоціс заявив, що уряд Кіпру перебуває в постійному контакті з Великою Британією в рамках, визначених Договором про заснування, щодо використання британських військових баз у країні. Він також закликав до негайного припинення всіх дій, які загрожують вільному і безпечному судноплавству, враховуючи значний морський слід країни в регіоні[68]. Кіпрська рада миру заявила, що участь Великої Британії в авіаударах в Ємені перетворює Кіпр на військову базу, і оголосила про плани провести 14 січня демонстрацію біля бази Королівських ВПС Акротірі[68].
- Нідерланди: Прем'єр-міністр Марк Рютте висловив підтримку атакам, заявивши, що американсько-британські дії ґрунтуються на праві на самооборону, спрямовані на захист вільного проходу і спрямовані на деескалацію[65].

- Німеччина: За словами міністерки закордонних справ Анналени Бербок, уряд Німеччини висловив свою політичну підтримку військовими ударами, здійснених відповідно до індивідуального та колективного права на самооборону, передбаченого Статутом ООН[69].
- Нова Зеландія: Міністр закордонних справ Вінстон Пітерс і міністерка оборони Джудіт Коллінз висловили підтримку ударам, причому Пітерс заявив, що удари підтримують міжнародну безпеку і торгівлю, на які покладаються новозеландці. Коллінз зазначила, що удари є гарним прикладом того, як міжнародна спільнота об'єднується, щоб протистояти серйозній загрозі міжнародній безпеці[70].
- Оман: Міністр закордонних справ Саїд Бадр аль-Бусаїді заявив, що атака була здійснена всупереч порадам його країни і що вона лише додасть масла у вогонь вкрай небезпечної ситуації. Державні ЗМІ повідомили, що уряд засудив воєнні дії дружніх країн[65].

- Росія: Речниця МЗС Росії Марія Захарова засудила атаки[71]. Прессекретар президента РФ Дмитро Пєсков назвав авіаудари «нелегітимними» згідно з міжнародним правом, але також закликав хуситів припинити напади на комерційні судна, які він назвав «вкрай неправильними»[72].

- Саудівська Аравія: МЗС Саудівської Аравії закликало до стриманості[73].
- Туреччина: Президент Реджеп Тайїп Ердоган звинуватив Велику Британію у спробі перетворити регіон навколо Червоного моря на «море крові»[74].
- Франція: Міністр закордонних справ Стефан Сежурне підтвердив, що Франція засуджує удари хуситів по комерційних суднах, заявивши, що своїми збройними діями хусити несуть надзвичайно серйозну відповідальність за ескалацію в регіоні[65]. Однак французький уряд не висловив підтримки авіаударам США і Великої Британії[75].

### Угруповування
- Перед ударами Ісламський опір в Іраку заявив, що якщо США і Велика Британія нападуть на Ємен, «ми атакуємо базу американців усім, що в наших силах»[76]. Після атаки з'явилися повідомлення про вибух бомби та сирени, які пролунали в посольстві США в Іраку після того, як США і Велика Британія почали атаку[77].
- Ісламський джихад у Палестині: У заяві для преси група висловила підтримку хуситам і заявила, що «ця агресія є частиною військової допомоги Ізраїлю з боку США і Великої Британії та доводить, що саме американська адміністрація несе відповідальність за геноцидну війну Ізраїлю проти палестинського народу в Газі»[78].
- Народний фронт визволення Палестини: У своїй заяві група засудила удари по Ємену і заявила, що «зловмисними цілями коаліції зла є не захист морського судноплавства в Червоному морі, а скоріше захист безпеки сіоністського утворення»[79].
- Хамас: Високопоставлений представник Хамасу Самі Абу Зухрі заявив у заяві для преси, що «агресія США і Великої Британії проти об'єктів єменських сил провокує весь народ і свідчить про намір розширити зону конфлікту за межі Гази, що має свої наслідки»[80].
- Хезболла: Відділ зв'язків зі ЗМІ групи засудив «кричущу американо-британську агресію проти братнього Ємену, його безпеки і суверенітету».[81]

### Міжурядові організації
- НАТО: Речник заявив, що ці удари були оборонними й мали на меті зберегти свободу судноплавства на одному з найбільш важливих водних шляхів у світі[65].

- ООН: Речник Генерального секретаря Антоніу Гутерреша заявив, що він закликав усі сторони не загострювати ситуацію в інтересах миру та стабільності в Червоному морі й в усьому регіоні[65].